# Graciela Quan
Graciela Quan Valenzuela, née en 1911, morte le 22 janvier 1999, est une avocate et militante guatémaltèque.
Féministe engagée, elle fait campagne pour le droit de vote des femmes, et elle rédige le premier projet de proposition de loi d'émancipation au Guatemala. Elle est également assistante sociale, ainsi que conseillère du président de la République du Guatemala, déléguée auprès de l'Organisation des Nations unies et présidente de la Commission interaméricaine des femmes.

## Biographie
Graciela Quan Valenzuela naît en 1911 au Guatemala. Elle effectue des études de droit, et est diplômée de l'université de San Carlos du Guatemala en 1942, en tant que première femme avocate du pays. Elle est la dernière femme à obtenir son diplôme avant que les femmes n'obtiennent leurs droits civils.
Sa thèse, Ciudadanía opcional para la mujer guatemalteca (« La citoyenneté est facultative pour les femmes guatémaltèques ») propose un projet de loi pour l'octroi du droit de vote aux femmes.
En 1944, Graciela Quan fonde avec un groupe de femmes, dont Angelina Acuña de Castañeda, Elisa Hall de Asturias et Irene de Peyré, entre autres, l'Unión Femenina Guatemala Pro-ciudadanía (Union des femmes guatémaltèques pour la citoyenneté) favorisant la reconnaissance des droits des femmes, y compris le droit de vote des femmes alphabétisées. Après le coup d'État guatémaltèque de 1944, la nouvelle Constitution, promulguée le 1er mars 1945, accorde le droit de vote à tous les citoyens alphabétisés, y compris les femmes.
Elle est l'une des organisatrices du Primer Congreso Interamericano de Mujeres (premier Congrès interaméricain des femmes) tenu le 27 août 1947 à Guatemala, qui a comme l'un de ses principaux thèmes l'égalité des hommes et des femmes. Cette même année 1947, elle est l'une des fondatrices de l'Altrusa Club Guatemala, une filiale de l'organisation Altrusa International, Inc. L'objectif initial de cette organisation est de fournir une éducation aux filles pauvres ; cet objectif s'étend ensuite à l'aide aux enfants des rues et à la création de  bibliothèques municipales pour les enfants.
Graciela Quan est délégué à l'Organisation des Nations unies en 1956 et 1957. Elle est également conseillère du président de la République Carlos Castillo Armas pour les questions sociales. Entre 1957 et 1961, Graciela Quan est la représentante du Guatemala à la Commission interaméricaine des femmes ; elle est de plus la présidente de cette organisation internationale,.
Elle est recommandée en 1978 comme conseillère régionale auprès de l'Agence pour le développement international pour les questions des femmes en Amérique latine, sur la base de son expérience antérieure à la Commission des droits de l'homme des Nations unies et de son travail social d'avant-garde au Guatemala.
Graciela Quan meurt le 22 janvier 1999 à Guatemala, au Guatemala.